# Манагазово
Манагазово (баш. Мәнәгәҙ) — деревня в Балтачевском районе Республики Башкортостан Российской Федерации. Входит в состав Тошкуровского сельсовета.

## География

### Географическое положение
Расстояние до:
- районного центра (Старобалтачёво): 12 км,
- центра сельсовета (Тошкурово): 4 км,
- ближайшей ж/д станции (Куеда): 81 км.

## Население
| 2002 | 2009 | 2010 |
| ---- | ---- | ---- |
| 117  | ↘92  | ↘87  |

Согласно переписи 2002 года, преобладающая национальность — башкиры (96 %).